# Границі (Оломоуцький край)
Границі (чеськ. Hranice, нім. Mährisch Weißkirchen, досл. «Моравські білі церкви») — місто в Чехії, у окрузі Пршеров Оломоуцького краю, у місці впадіння річки Величка до Бечви. Залізнична станція Границі-на-Мораві. 
Згідно з даними за 31 грудня 2003 площа міста становила 4 979 га, а кількість мешканців 19 582 осіб. Місто є центром регіону Границько.
У цьому місті народився Людвік Клюцкі, юрист і громадський діяч, мер Цешина.
До 1918 року Границі були гарнізоном Австро-Угорської армії, там розміщувались:
- Школа кадетів кавалерії, створена в 1878 році
- Військова технічна школа
- Військова вища реальна школа (нім. Militär-Oberrealschule) (один час там вчився австрійський поет Райнер Марія Рільке).

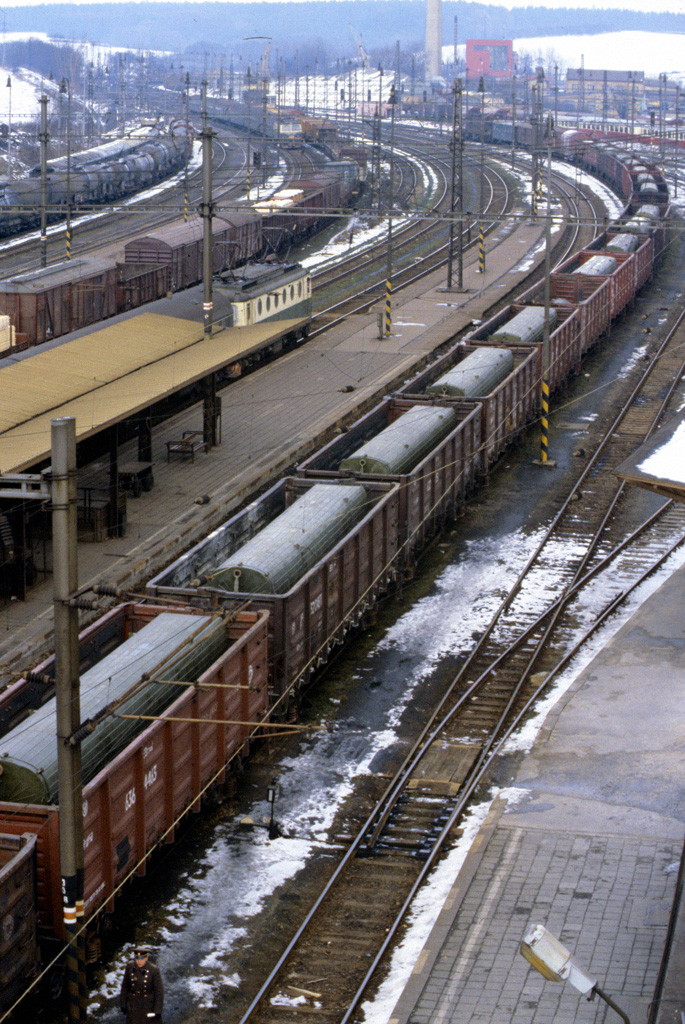
Залізнична станція Границі-на-Мораві.

## Демографія
Кількість жителів
У 1995 році населення міста  досягла свого піку і перевищила 20000. З тих пір кількість знову зменшується.
| Рік                 | 1970   | 1980   | 1991   | 2001   | 2003   | 2011   |
| ------------------- | ------ | ------ | ------ | ------ | ------ | ------ |
| Кількість мешканців | 15 338 | 17 634 | 19 507 | 19 670 | 19 582 | 18 933 |